# اقتصاد فرنسا
يدمج اقتصاد فرنسا عمل حر شامل (حوالي 2.5 مليون شركة سجلت). تحتفظ الحكومة بالتأثير الكبير على القطع الرئيسية من قطاعات البناء التحتي، بملك أغلبية شركات سكك الحديد، الكهرباء، الطائرات، والاتصالات. إن الحكومة تصفي الحصص ببطئ في اتصالات فرنسا، والخطوط الجوية الفرنسية، بالإضافة إلى التأمين، والأعمال المصرفية، ومصانع الدفاع.
فرنسا عضوة مجموعة الدول الصناعية الكبرى، صنف اقتصادها خامس أكبر اقتصاد في العالم في 2004، بعد الولايات المتحدة، اليابان، ألمانيا، والصين. انضمت فرنسا إلى 10 أعضاء أوروبيين آخرين لإطلاق اليورو في 1 يناير، عام 1999، مع العملات المعدنية الأوربية والأوراق النقدية التي استبدلت الفرنك الفرنسي بالكامل في أوائل 2002.
حسب تقرير لمنظمة التعاون والتنمية الاقتصادية (OCED)، في 2004 كانت فرنسا خامس أكبر مصدّر للسلع المصنعة في العالم، بعد الولايات المتحدة، ألمانيا، اليابان، والصين، (لكن قبل المملكة المتحدة). كانت أيضاً رابع أكبر مستورد للسلع المصنعة (بعد الولايات المتحدة، ألمانيا، والصين، وقبل المملكة المتحدة واليابان).
أيضاً حسب منظمة التعاون والتنمية الاقتصادية (OCED)، في 2003 فرنسا كانت عضوة منظمة التعاون والتنمية الاقتصادية التي حصلت على أكثر استثمار أجنبي مباشر. ب47 بليون دولار أمريكي للاستثمارات الأجنبية المباشرة، صنفت فرنسا قبل الولايات المتحدة (39.9 بليون دولار أمريكي)، والمملكة المتحدة (14.6 بليون دولار أمريكي)، وألمانيا (12.9 بليون دولار أمريكي)، واليابان (6.3 بليون دولار أمريكي).
في نفس الوقت، استثمرت شركات فرنسية 57.3 بليون دولارأمريكي خارج فرنسا، جعل من ذلك تصنيف فرنسا كثاني أهم مستثمر مباشر خارجي في منظمة التعاون والتنمية الاقتصادية، بعد الولايات المتحدة (173.8 بليون دولار أمريكي)، وقبل المملكة المتحدة (55.3 بليون دولار أمريكي)، واليابان (28.8 بليون دولار أمريكي)، وألمانيا (2.6 بليون دولار أمريكي).
فرنسا أيضاً تعتبر ثاني أكبر بلاد منتجة في منظمة التعاون والتنمية الاقتصادية (عدا النرويج ولوكسمبورغ). في 2003، كان الناتج المحلي الإجمالي لكل ساعة عمل في فرنسا 47.2 دولار أمريكي، حيث صُنِفت فرنسا بعد بلجيكا (48 دولار أمريكي لكل ساعة)، وقبل الولايات المتحدة (43.5 دولار أمريكي لكل ساعة)، وألمانيا (40.6 دولار أمريكي لكل ساعة)، والمملكة المتحدة (37.7 دولار أمريكي لكل ساعة)، واليابان (30.9 دولار أمريكي لكل ساعة).
على الرغم من أن معدل الإنتاجية في فرنسا يُعد من بين الأعلى عالميًا، فإن الناتج المحلي الإجمالي للفرد لا يزال أدنى من نظيره في الولايات المتحدة. ففي عام 2003، بلغ معدل المشاركة في القوى العاملة في فرنسا حوالي 41.5%، مقارنةً بـ 50.7% في الولايات المتحدة و47.3% في المملكة المتحدة.
يُعزى هذا التفاوت إلى عوامل تراكمت على مدى أكثر من ثلاثة عقود من ارتفاع معدلات البطالة في فرنسا، مما أدى إلى ثلاث نتائج رئيسية ساهمت في خفض معدل المشاركة في القوى العاملة:
1. ستمرار معدلات البطالة المرتفعة، حيث قُدّر أن نحو 10% من السكان كانوا خارج سوق العمل.
2. تأجيل دخول الطلاب إلى سوق العمل نتيجة لسياسات التعليم والدعم الحكومي.
3. تقديم حوافز حكومية للتقاعد المبكر، لا سيما في سن الخمسينيات، بالرغم من أن هذه السياسات بدأت تتراجع تدريجيًا في السنوات الأخيرة.

ويُشير عدد من الاقتصاديين إلى أن التحدي الرئيسي للاقتصاد الفرنسي لا يكمن في مستوى الإنتاجية، بل في الحاجة إلى إصلاحات هيكلية تهدف إلى توسيع قاعدة المشاركة في سوق العمل.

## التمويل الحكومي
خلال شهري أبريل ومايو من عام 2012، عقدت فرنسا انتخاباتها الرئاسية حينما عارض الفائز فرانسوا أولاند تدابير التقشف، واعدًا بالقضاء على عجز ميزانية فرنسا بحلول عام 2017. ذكرت الحكومة الجديدة أنها تهدف إلى إلغاء التخفيضات والإعفاءات الضريبية التي سُنّت مؤخرًا بالنسبة للأثرياء إلى جانب رفع معدل الضرائب إلى 75% على الدخل لأكثر من مليون يورو واستعادة سن التقاعد إلى 60 سنة مع معاش كامل لمن عملوا 42 سنة واستعادة 60,000 وظيفة كان قد تمّ فصلها من التعليم العام، ما نظّم زيادة الإيجارات؛ وبناء مساكن عامة إضافية للفقراء.
في يونيو عام 2012، فاز حزب أولاند الاشتراكي بأغلبية عامة في الانتخابات التشريعية، ما أعطاه القدرة على تعديل الدستور الفرنسي والسماح على الفور بسنّ الإصلاحات الموعودة. انخفضت أسعار الفائدة على السندات الحكومية الفرنسية بنسبة 30% إلى مستويات منخفضة قياسية، أي أقل من 50 نقطة أساس أعلى من أسعار السندات الحكومية الألمانية.
في يوليو عام 2020، أثناء جائحة فيروس كورونا، أصدرت الحكومة الفرنسية سندات مدتها عشر سنوات كانت أسعار الفائدة فيها سلبية، وذلك للمرة الأولى في تاريخها (وهذا يعني أن المستثمرين الذين يشترون سندات فرنسية سوف يدفعون، بدلًا من حصولهم على النقود، لقاء فوائد امتلاك ديون سيادية فرنسية).
تمتلك فرنسا رابع أكبر احتياطي الذهب في العالم بحسب إحصائيات عام 2020.

### الدين القومي
تشهد حكومة فرنسا عجزًا في الميزانية كل عام منذ أوائل السبعينات. اعتبارًا من عام 2021، بلغت ديون الحكومة الفرنسية ما يعادل 118.6% من الناتج المحلي الإجمالي الفرنسي.
بموجب قواعد الاتحاد الأوروبي، من المفترض أن تحدّ الدول الأعضاء من ديونها إلى 60% من الناتج أو أن تعمل على خفض النسبة هيكليًا نحو هذا السقف وأن تعمل على تشغيل عجز عام لا يتجاوز 3,0% من الناتج المحلي الإجمالي.
في أواخر عام 2012، حذّرت وكالات التصنيف الائتماني من أن ارتفاع مستويات الدين الحكومي الفرنسي يخاطر بتصنيف الائتمان في فرنسا، ما يزيد من إمكانية تخفيض مستوى الائتمان في المستقبل وما تلاه من ارتفاع تكاليف الاقتراض للحكومة الفرنسية. في عام 2012، تم تخفيض تصنيف فرنسا من قِبَل وكالات تقييم التصنيف الائتماني: مودي وستاندرد آند بورز وفيتش، إلى AA+.
في ديسمبر عام 2014، خفضت وكالة فيتش (وستاندرد آند بورز) التصنيف الائتماني لفرنسا إلى AA.

## المواصلات
يعتمد النقل في فرنسا على واحدة من أكثر الشبكات كثافة في العالم مع 146 كم من الطرق و 6,2 كم من خطوط السكك الحديدية لكل 100 كيلومتر مربع. وهي مبنية على شكل شبكة مع باريس في مركزها. تشكل شبكة النقل بالسكك الحديدية جزءًا صغيرًا نسبيًا من السفر، إذ يعتمد في ومعظمه على النقل بالسيارات. بيد أن القطارات فائقة السرعة تشكل نسبة كبيرة من السفر لمسافات طويلة، ويرجع ذلك جزئيًا إلى منع الحافلات الداخلية من العمل حتى عام 2015.
مع 3220 كيلومترات من خطوط القطار فائقة السرعة، تتباهى فرنسا بامتلاكها الشبكة الثانية الأكثر اتساعًا في العالم، بعد الصين.
يُعتبر مطار باريس شارل ديغول واحدًا من أكثر المطارات ازدحامًا في العالم بسبب حركة الركاب الكثيفة. يحتل هذا المطار المرتبة الثالثة عالميًا في عدد الوجهات التي تقدم لها الخدمة، والمرتبة الأولى في عدد البلدان التي تقدم لها رحلات جوية مستمرة على مدار العام.
تضم فرنسا أيضًا عددًا من الموانئ البحرية، بما في ذلك: بايون وبوردو وبولوني سور مير وبريست وكاليه وشيربورغ أوكتوفيل ودونكيرك وفو سور مير ولا باليس ولو هافر ولوريان ومارسيليا ونانت ونيس وباريس وبورت لا نوفيل وبورت فيندريه وروسكوف وروان وسان نازير وسان مالو وسيت وستراسبورغ وتولون. ثمّة نحو 470 مطارًا في فرنسا، وحسب تقديرات عام 2005، ثمّة ثلاثة موانئ. يمتلك 288 من المطارات مدارج معبدة في حين 199 منها غير معبدة. تُعتبر الخطوط الجوية الفرنسية هي الناقل الوطني الأساسي، وهي شركة طيران عالمية متكاملة الخدمات تنظم رحلاتها إلى 20 وجهة محلية و150 وجهة دولية في 83 دولة (بما في ذلك مقاطعات وأقاليم ما وراء البحار الفرنسية) في جميع القارات الرئيسية الست.

## مناطق الاقتصاد
لا يُعدّ التفاوت الاقتصادي بين المناطق الفرنسية مرتفعًا مثلما الحال في دول أوروبية أخرى مثل المملكة المتحدة أو إيطاليا أو ألمانيا، وهو أعلى من دول مثل السويد والدنمارك وحتى إسبانيا. بيد أن اقتصاد أوروبا الأكثر ثراءً وثاني أضخم اقتصاد إقليمي، هو إيل دو فرانس (المنطقة المحيطة بباريس)، قد استفاد لفترة طويلة من الهيمنة الاقتصادية في العاصمة.
من أهم هذه المناطق: إيل دو - فرانس (الاقتصاد الرابع والأوروبي الأول الأكثر ثراءً وأضخم اقتصاد إقليمي) ورون-ألب (الاقتصاد الإقليمي الخامس الأكبر في أوروبا بفضل خدماتها والتقنيات العالية والصناعات الكيميائية والنبيذ والسياحة) وإقليم ألب-كوت دازور (الخدمات والصناعة والسياحة والنبيذ) ونور با دو كاليه (مركز النقل الأوربي والخدمات والصناعات) وبايي دو لا لوار (التقنيات الخضراء والسياحة). إن مناطق مثل ألزاس، التي تتمتع بماضي غني في الصناعة (الآلات)، والتي تشكل حاليًا منطقة متخصصة في الخدمات ذات الدخل المرتفع، تُعتبر غنية للغاية من حيث القيمة المطلقة.
تقع المناطق الريفية في المقام الأول في أوفيرن وليموسين وسانتر-فال دو لوار، ويشكل إنتاج النبيذ نسبة كبيرة من الاقتصاد آكيتين (بوردو أو كريت) ويتم إنتاج البرغندي والشامبانيا في شامبان - أردان.ر

## قطاعات الاقتصاد

### الثروات المعدنية
الثروة المعدنية في فرنسا متنوعة، لكن خام الحديد هو الأهم، وحقل اللورين أكبر حقوله، ويتجاوز احتياطيه 2250 مليون طن، ونسبة الفلز تبلغ 33%، ونسبة الفسفور (1.7-1.9)، وتوجد حقول أخرى لخام الحديد، احتياطاتها متواضعة.
كما توجد معادن أخرى مستثمرة في فرنسا، وخاصة البوتاس والملح الصخري واليورانيوم والزنك والقصدير والنيكل.

### الطاقة
2006 electricity production of France
فرنسا تعد أكبر بلدان الطاقة المستقلة الغربية بسبب استثمارها الثقيل في الطاقة النووية، الذي يجعل فرنسا المنتج الأصغر لثاني أكسيد الكربون من بين أكبر دول «صناعية سبع في العالم. المناط» ق الكبيرة للأراضي الخصبة، تطبيق التقنية الحديثة، وجمع الإعانات المالية الأوروبية جعلت فرنسا المنتج الزراعي البارز في أوروبا.
مصادر الوقود محدودة الكمية والنوعية، ويعدُّ الفحم أهم مصادر «الوقود، و» تتركز احتياطيات الفحم في حقل الشمال، وهو امتداد للحقل البلجيكي، كما يوجد الفحم في حقول أخرى أقل أهمية في اللورين والهضبة الوسطى والبا دو كاليه Pas de Calais. كما يوجد الغاز الطبيعي بالقرب من كتلة البيرينيه الشرقية.

### الزراعة

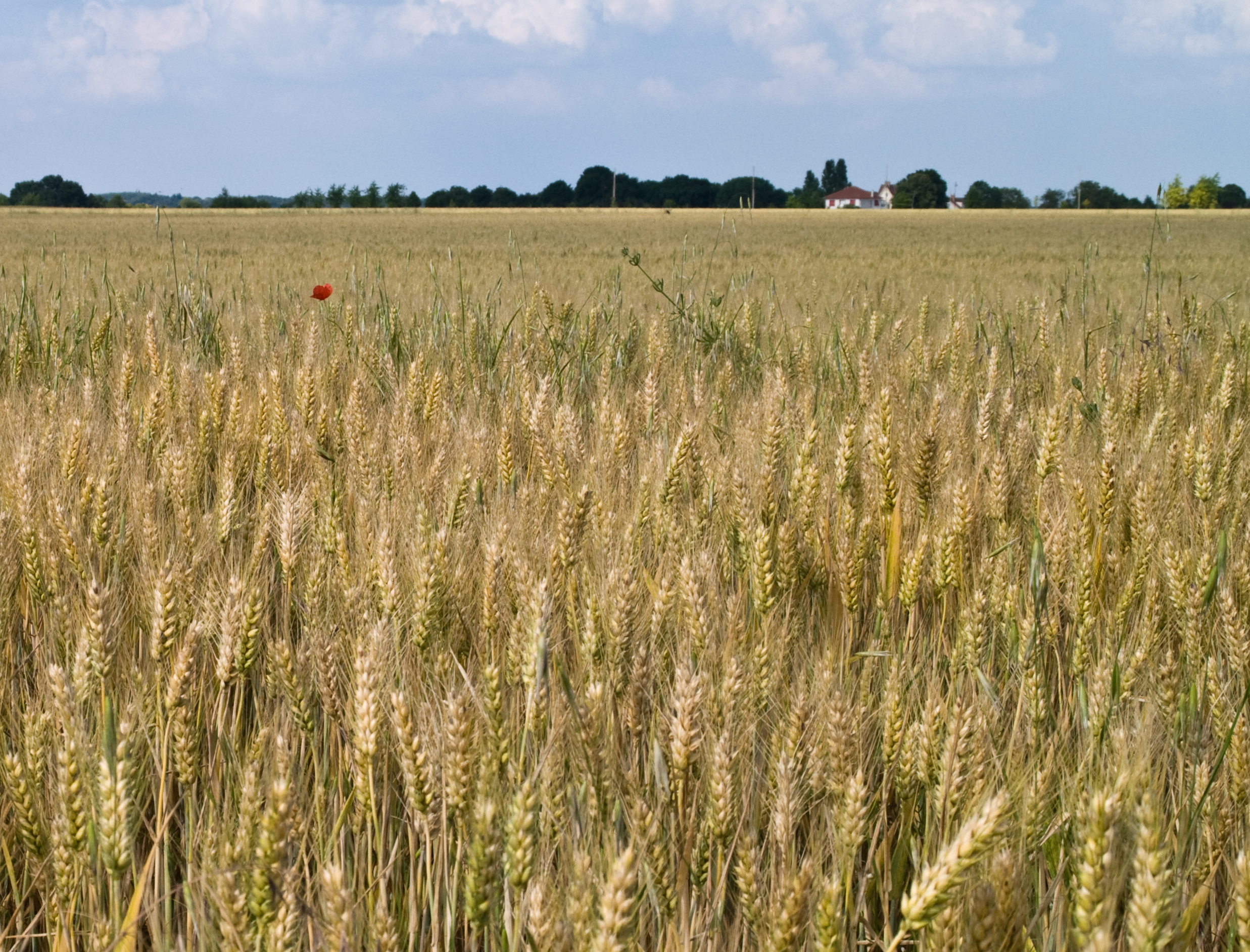
قمح field in إيل دو فرانس region

اشتهرت فرنسا منذ القديم بلداً زراعياً، ولا تزال تعدُّ من أهم الدول الزراعية في العالم، فهي أول منتج زراعي في الاتحاد الأوربي. تبلغ مساحة الأرض الصالحة للزراعة نحو 32.5% من مجمل مساحة الأرض الفرنسية، وقد دخلتها مكننة متطورة جداً، وأصبحت توفر نحو 4% من قيمة الناتج العام في البلاد، وهو موزع بين 52% للمنتجات النباتية و48% للمنتجات الحيوانية. وتبلغ المساحة التي تغطيها الغابات في فرنسا 26.9%.
بلغ إنتاج فرنسا من القمح نحو 15 مليون طن في عام 1972، ثم تطور الإنتاج حتى وصل إلى 30582 ألف طن في عام 2003، محتلة المرتبة الرابعة في العالم بإنتاج القمح، والذي تنتشر زراعته في مختلف الأقاليم الفرنسية، لكنه يجود بوضوح في المناطق الشمالية حيث الترب الخصيبة، أو حيث تستخدم الأسمدة على نطاق واسع، كما في سهول الفلاندر الفرنسية، وشمالي الألزاس، وشمالي بريتاني.
ومن المحاصيل الزراعية المهمة الأخرى الكرمة التي تنتج كميات كبيرة ومتنوعة من العنب، ويستخدم الجزء الأعظم من العنب في صناعة النبيذ والخمور التي اشتهرت بها فرنسا.

### الثروة الحيوانية
ولتربية الحيوان أهمية كبيرة، وتزيد مساحة المراعي على 42% من مساحة البلاد، لذلك تنتشر تربية الأبقار والأغنام في مختلف الأقاليم الفرنسية، وهي منتجة للألبان واللحوم والصوف.

### الصيد
تشرف فرنسا على سواحل طويلة على المحيط الأطلسي والبحر المتوسط، ولذلك يتم اصطياد أنواع كثيرة من الأسماك وخاصة السردين والتونة.

### السياحة

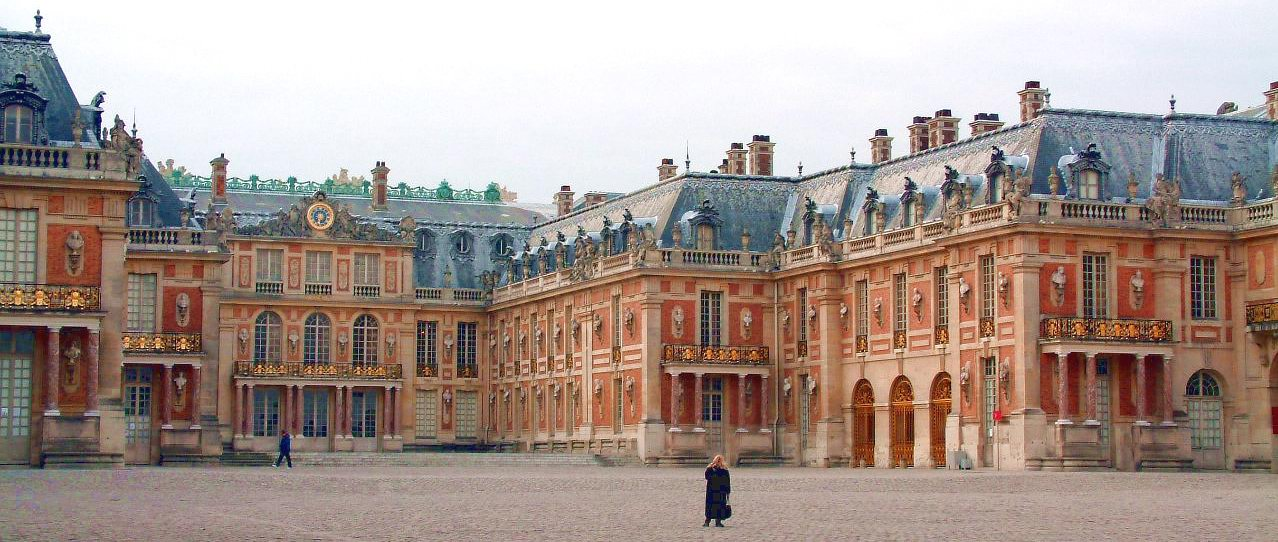
The قصر فرساي is one of the most popular tourist destinations in France.

مع أكثر من 75 مليون سائح أجنبي في 2003، فرنسا مصنفة كالاتجاه السياحي الأول في العالم، قبل إسبانيا (52.5 مليون) والولايات المتحدة (40.4 مليون). حيث أن لفرنسا مدن لها اهتمام ثقافي عالٍ (مثل باريس)، وشواطئ ومنتجعات ساحلية، ومنتجعات تزلج، ومناطق ريفية تتمتع بالجمال والهدوء.

## التجارة الخارجية

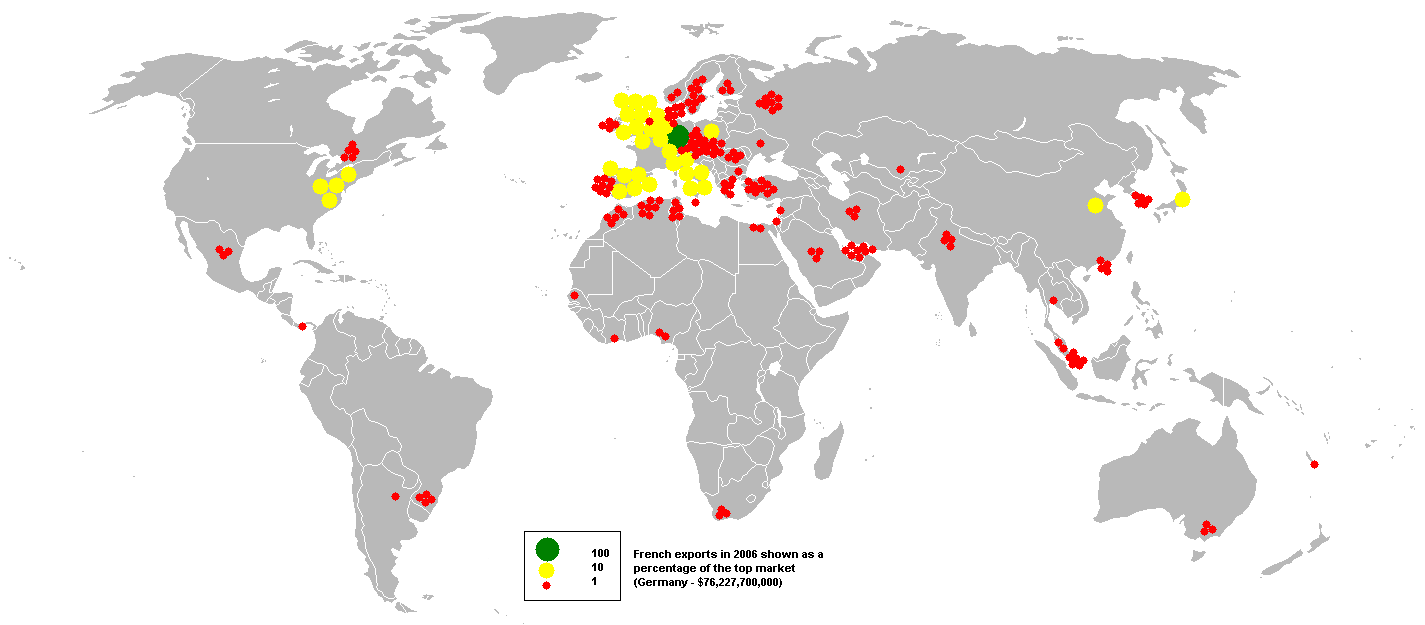
French exports in 2006

بلغت الصادرات الفرنسية من القمح في عام 2002 (13678411طن) محتلة المرتبة الثالثة بين دول العالم بعد الولايات المتحدة وأستراليا، وبلغ إنتاج الذرة الصفراء (11898) ألف طن في عام 2003 محتلة المرتبة الخامسة بين دول العالم، ومن الواضح تفوق إنتاج القمح. ومن الحبوب الأخرى الشوفان، ويستخدم علفاً للحيوانات، والشعير وهو يستخدم في صناعة الجعة، كما تنتشر زراعة البطاطا، وخاصة في الشمال وبريتاني والألزاس والهضبة الوسطى، وإنتاجها مخصص للاستهلاك المحلي في معظمه، وقسم منه مخصص للتصدير.

## اقتصادالأقاليم
| Rank | Region                 | GDP (in millions euros, 2009) | GDP per capita (euros, 2009) | GDP (in millions US Dollars, 2009) | GDP per capita (US Dollars, 2009) |
| ---- | ---------------------- | ----------------------------- | ---------------------------- | ---------------------------------- | --------------------------------- |
| 1    | إيل دو فرانس           | 552,052                       | 46,984                       | 769,705                            | 65,508                            |
| 2    | رون ألب                | 181,810                       | 29,420                       | 253,491                            | 41,019                            |
| 3    | بروفنس ألب كوت دازور   | 138,002                       | 27,855                       | 192,411                            | 38,837                            |
| 4    | نور با دو كاليه        | 96,839                        | 24,025                       | 135,019                            | 33,497                            |
| 5    | بايي دو لا لوار        | 94,032                        | 26,481                       | 131,105                            | 36,921                            |
| 6    | آكيتين                 | 85,693                        | 26,710                       | 119,478                            | 37,241                            |
| 7    | بريتاني (منطقة إدارية) | 81,632                        | 25,739                       | 113,816                            | 35,887                            |
| 8    | ميدي بيرينه            | 76,522                        | 26,628                       | 106,692                            | 37,126                            |
| 9    | سانتر                  | 65,173                        | 25,571                       | 90,868                             | 35,653                            |
| 10   | لنكدوك روسيون          | 60,523                        | 22,984                       | 84,385                             | 32,046                            |
| 11   | لورين (منطقة)          | 55,396                        | 23,653                       | 77,237                             | 32,978                            |
| 12   | ألزاس                  | 50,701                        | 27,322                       | 70,690                             | 38,094                            |
| 13   | نورماندي العليا        | 48,555                        | 26,599                       | 67,698                             | 37,086                            |
| 14   | بيكاردي                | 43,725                        | 22,894                       | 60,964                             | 31,920                            |
| 15   | بواتو شارنت            | 42,379                        | 24,046                       | 59,087                             | 33,526                            |
| 16   | منطقة بورغندي          | 41,805                        | 25,516                       | 58,287                             | 35,576                            |
| 17   | شامبان - أردان         | 35,779                        | 26,768                       | 49,885                             | 37,322                            |
| 18   | باس نورماندي           | 34,869                        | 23,737                       | 48,617                             | 33,096                            |
| 19   | أوفرن                  | 33,174                        | 24,680                       | 46,253                             | 34,410                            |
| 20   | فرانش كونته            | 28,083                        | 24,042                       | 39,155                             | 33,521                            |
| 21   | ليموزان                | 17,509                        | 23,637                       | 24,412                             | 32,956                            |
| 22   | كورسيكا                | 7,279                         | 23,800                       | 10,149                             | 33,183                            |

## الهوامش والمصادر
1. ↑  "قاعدة بيانات البنك الدولي". البنك الدولي. اطلع عليه بتاريخ 2018-10-20.
2. ↑  وصلة مرجع: http://www.imf.org/external/datamapper/NGDP_RPCH@WEO?year=2016.
3. ↑  "قاعدة بيانات البنك الدولي". البنك الدولي. اطلع عليه بتاريخ 2019-05-27.
4. ↑  وصلة مرجع: http://www.imf.org/external/datamapper/PCPIEPCH@WEO?year=2016.
5. ↑  "قاعدة بيانات البنك الدولي". البنك الدولي. اطلع عليه بتاريخ 2019-05-01.
6. ↑  Bloomberg (2012) French government bond interest rates (graph) نسخة محفوظة 7 مايو 2021 على موقع واي باك مشين.
7. ↑  Bloomberg (2012) German government bond interest rates (graph) نسخة محفوظة 6 فبراير 2020 على موقع واي باك مشين.
8. ↑  France issues first 10-year bond at negative interest rate, فرانس 24, 4 July 2020 نسخة محفوظة 19 أكتوبر 2021 على موقع واي باك مشين.
9. ↑  Top 10 Countries with Largest Gold Reserves, US Global Investors, September 2020 نسخة محفوظة 8 فبراير 2021 على موقع واي باك مشين.
10. ↑  "World Economic Outlook – General government gross debt". imf.org. مؤرشف من الأصل في 2021-05-21. اطلع عليه بتاريخ 2021-02-01.
11. ↑  "France loses AAA rating as euro governments downgraded". BBC News. 13 يناير 2012. مؤرشف من الأصل في 2021-09-22.
12. ↑  Deen، Mark (12 يوليو 2013). "France Loses Top Credit Rating as Fitch Cites Lack of Growth". Bloomberg. مؤرشف من الأصل في 2014-02-22.
13. ↑  Deenpattern dots، Mark (12 ديسمبر 2014). "France's Credit Rating Cut by Fitch to 'AA'; Outlook Stable". Bloomberg.com. Bloomberg. مؤرشف من الأصل في 2021-05-21. اطلع عليه بتاريخ 2015-03-12.
14. ↑  Source: L’Electricité en France en 2006 : une analyse statistique نسخة محفوظة 26 مارس 2009 على موقع واي باك مشين.
15. ↑  فرنسا (جغرافيا), الموسوعة المعرفية الشاملة نسخة محفوظة 10 فبراير 2018 على موقع واي باك مشين. [وصلة مكسورة]

## وصلات خارجية
- Official French exporters directory - Firmafrance.com is the Official French exporters B2B directory, powered by Ubifrance and officially endorsed by the Ministry of the Economy, Finance and Industry of France.
- OECD's France country Web site and OECD Economic Survey of France
- French National Institute for Statistics and Economic Studies (المعهد الوطني للإحصاء والدراسات الاقتصادية)
- Xerfi (Xerfi) - French private economic report institute